# Chisindia (gmina)
Chisindia – gmina w Rumunii, w okręgu Arad. Obejmuje miejscowości Chisindia, Păiușeni i Văsoaia. W 2011 roku liczyła 1340 mieszkańców.